# دنيس دارسي
دنيس دارسي (بالإنجليزية: Dennis D'Arcy)‏ (30 نوفمبر 1951 في المملكة المتحدة - ) هو مدرب كرة قدم ولاعب كرة قدم بريطاني في مركز الدفاع. لعب مع نادي مونتروز لكرة القدم ونادي اربوراث وDeveronvale F.C. ‏.